# Carpignano Salentino
Carpignano Salentino est une commune de la province de Lecce dans la région Pouilles en Italie.

## Administration
| Période                                  | Période  | Identité        | Étiquette     | Qualité |
| ---------------------------------------- | -------- | --------------- | ------------- | ------- |
| 1985                                     | 1993     | Antonio Calabro |               | Maire   |
| 1993                                     | 1995     | Lucia Chironi   |               | Maire   |
| 1995                                     | 1999     | Cosimo Calò     |               | Maire   |
| 1999                                     | 2008     | Cosimo Marrocco | Centre-gauche | Maire   |
| 2008                                     | En cours | Roberto Isola   | Centre-droit  | Maire   |
| Les données manquantes sont à compléter. |          |                 |               |         |

### Hameaux
Serrano

### Communes limitrophes
Calimera, Cannole, Castrignano de' Greci, Martano, Melendugno, Otrante

### Personnalités nées à Carpignano Salentino
- Lelio Vincenti (XVIe – XVIIe siècle), médecin, écrivain et philosophe.